# 愛徳カルメル修道会
愛徳カルメル修道会（Carmelites of Charity）はカトリック教会の女子修道会。

## 沿革
この修道会は1826年2月26日、ホアキナ・デ・ベドゥルナによってカタルーニャ州・ビックに設立され、女子の教育、福祉等に携わる。設立者ベトゥルナは青年期、観想のカルメル会を望んでいたが結婚し9人の子供の母となったが夫が逝去、寡婦となったベトゥルナはエステバン・デ・オロと知り合い、活動のカルメル会を生んだ。